# Харківська хоральна синагога
Хора́льна синаго́га (єврейська назва — Бейт Менахем) — центральна синагога й архітектурна пам'ятка в Харкові, споруджена в 1912-1913 роках на вулиці Григорія Сковороди.

## Історія
На місці синагоги в класичному особняку кінця XVIII ст. в 1867-1910 розташовувався молитовний будинок. Конкурс нової синагоги був організований Імператорським Санкт-Петербурзьким товариством архітекторів. Першу премію отримав проєкт петербурзького архітектора Якова Гевірца, він був опублікований в журналі «Зодчий» у 1909.
Будівля відсунута углиб ділянки з тієї причини, що необхідно було відміряти відстань в 100 сажнів (213 метрів) від православного Миколаївського собору, що розташовувався на однойменній площі (нині Майдан Конституції). Керував будівництвом харківський архітектор М. Ф. Піскунов.
Синагога закрита в 1923 «на прохання єврейських трудящих». У ній розмістився "Єврейський робочий клуб імені Комінтерна, з 1941 — дитячий кінотеатр.
У 1945 в синагозі поновлюється діяльність єврейської громади, однак в 1949 її закривають і до осені 1991 в будівлі знаходилося «Добровільне спортивне товариство (ДСО) Спартак».
В 1990 році будівлю передано єврейській громаді міста. З Ізраїлю був обраний рабин, відкрилася єврейська бібліотека, проводились культурні заходи, в будівлі зроблений ремонт, демонтовані спортивні зали.
У міру посилення руху хасидів в 1992-1995 виник принциповий конфлікт між хасидами і головою реформістської громади Едуардом Ходосом, який привів до переходу синагоги під контроль хасидизму. Після пожежі 1998 будівля відремонтована і відкрита в 2003. Автор проєкту реставрації — харківський архітектор В. Е. Новгородов.

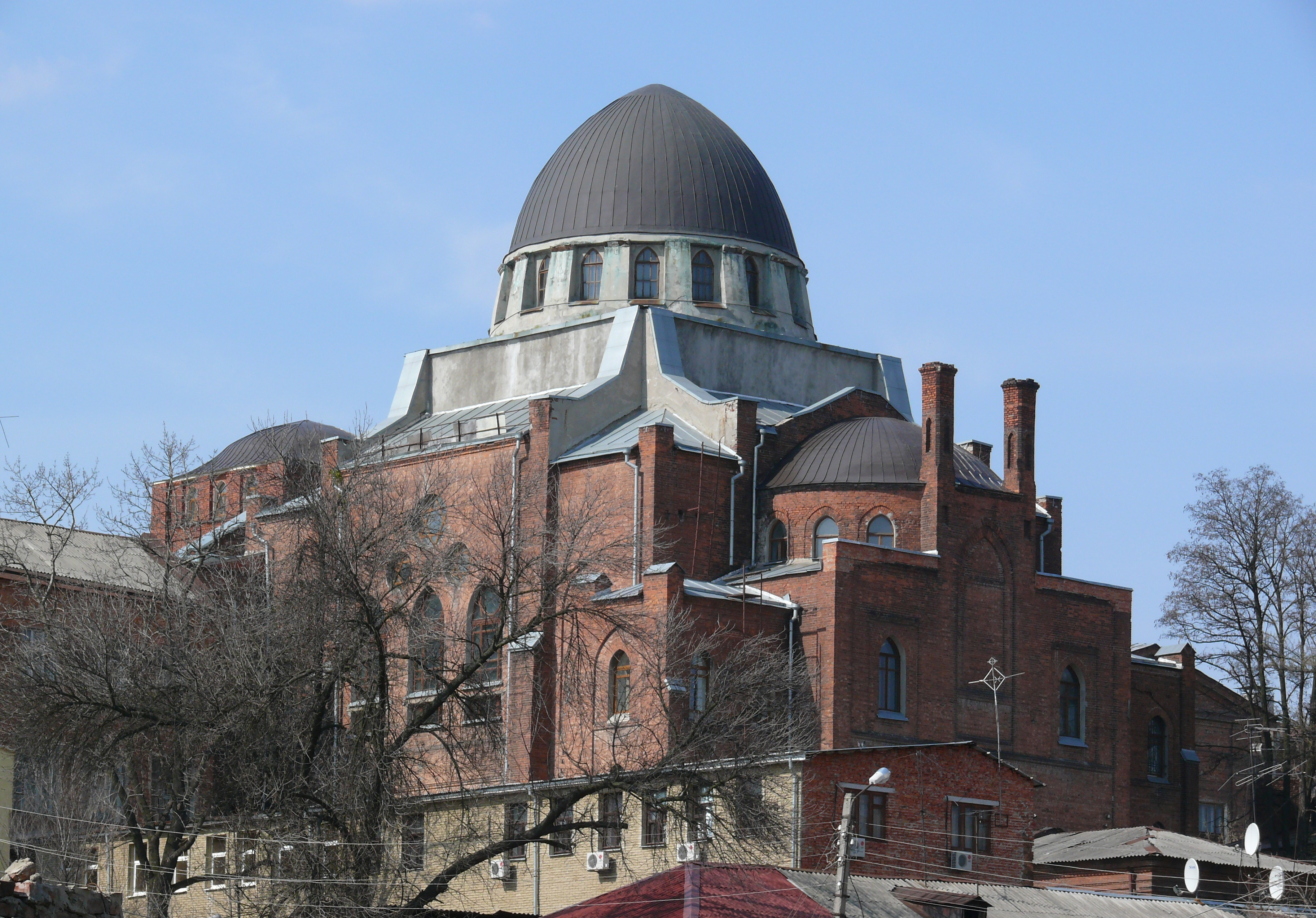
Вигляд з Подолу у 2008
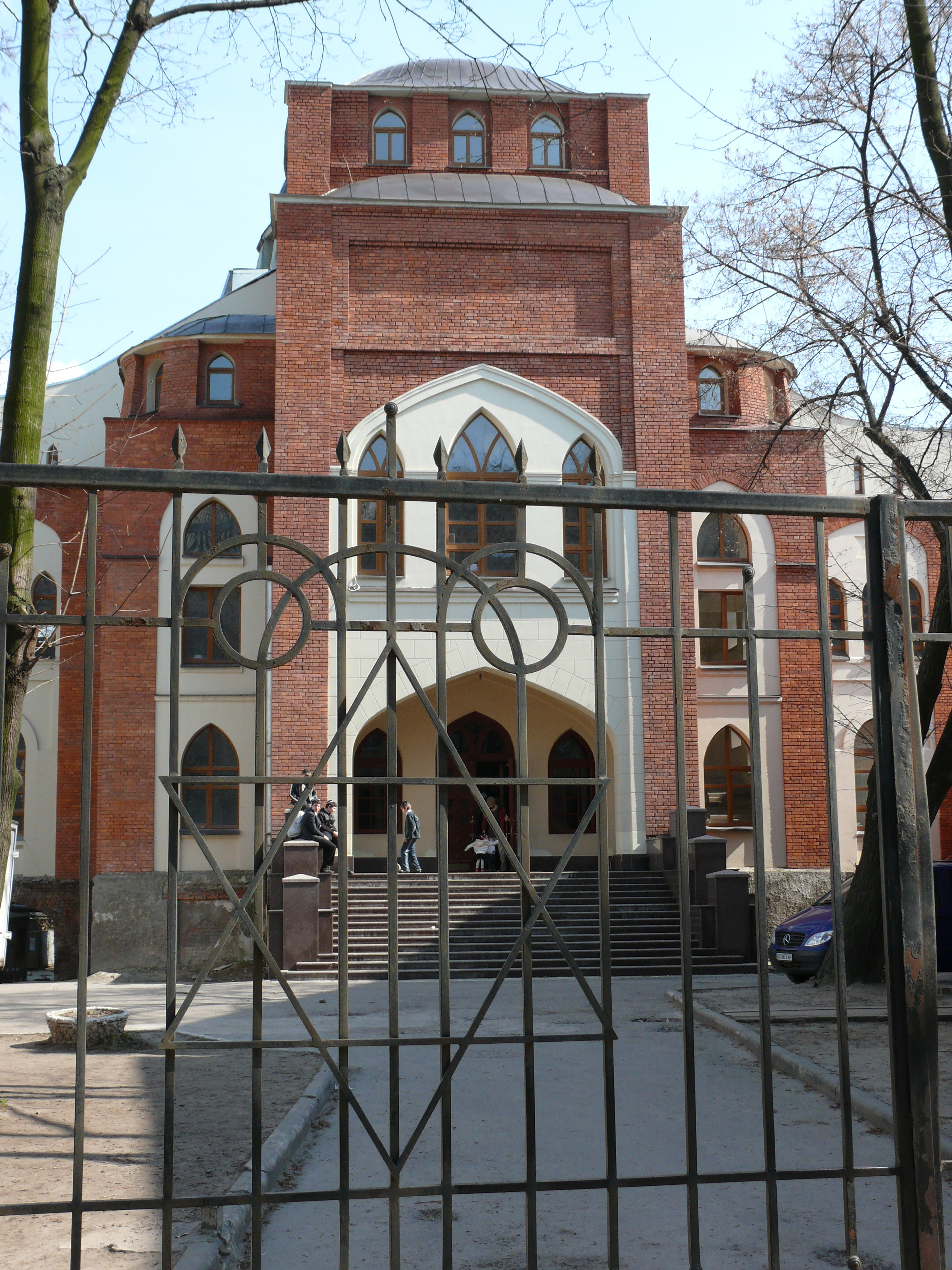
Центральний вхід і зірка Давида на огорожі
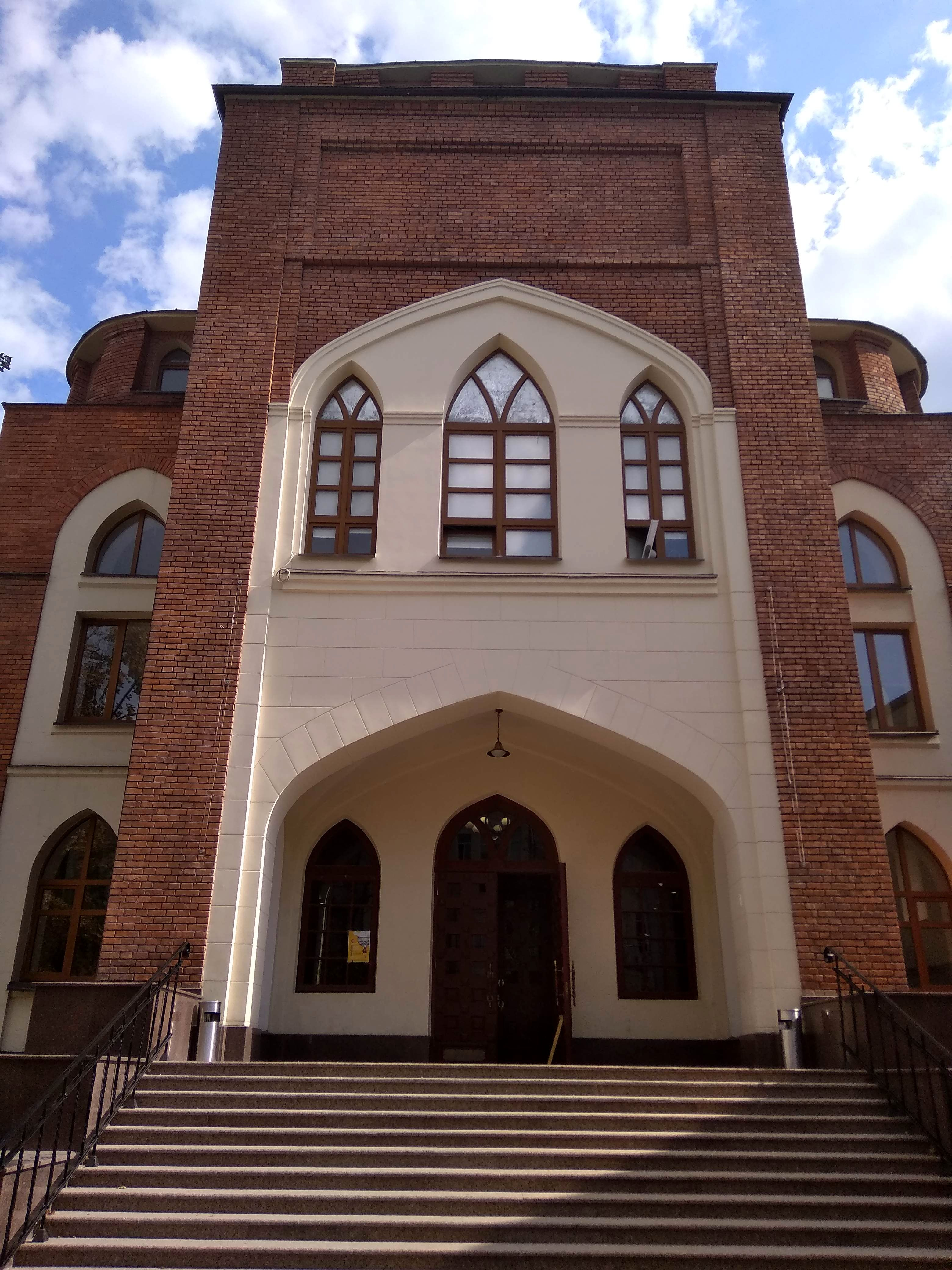
Оновлений фасад Хоральної синагоги
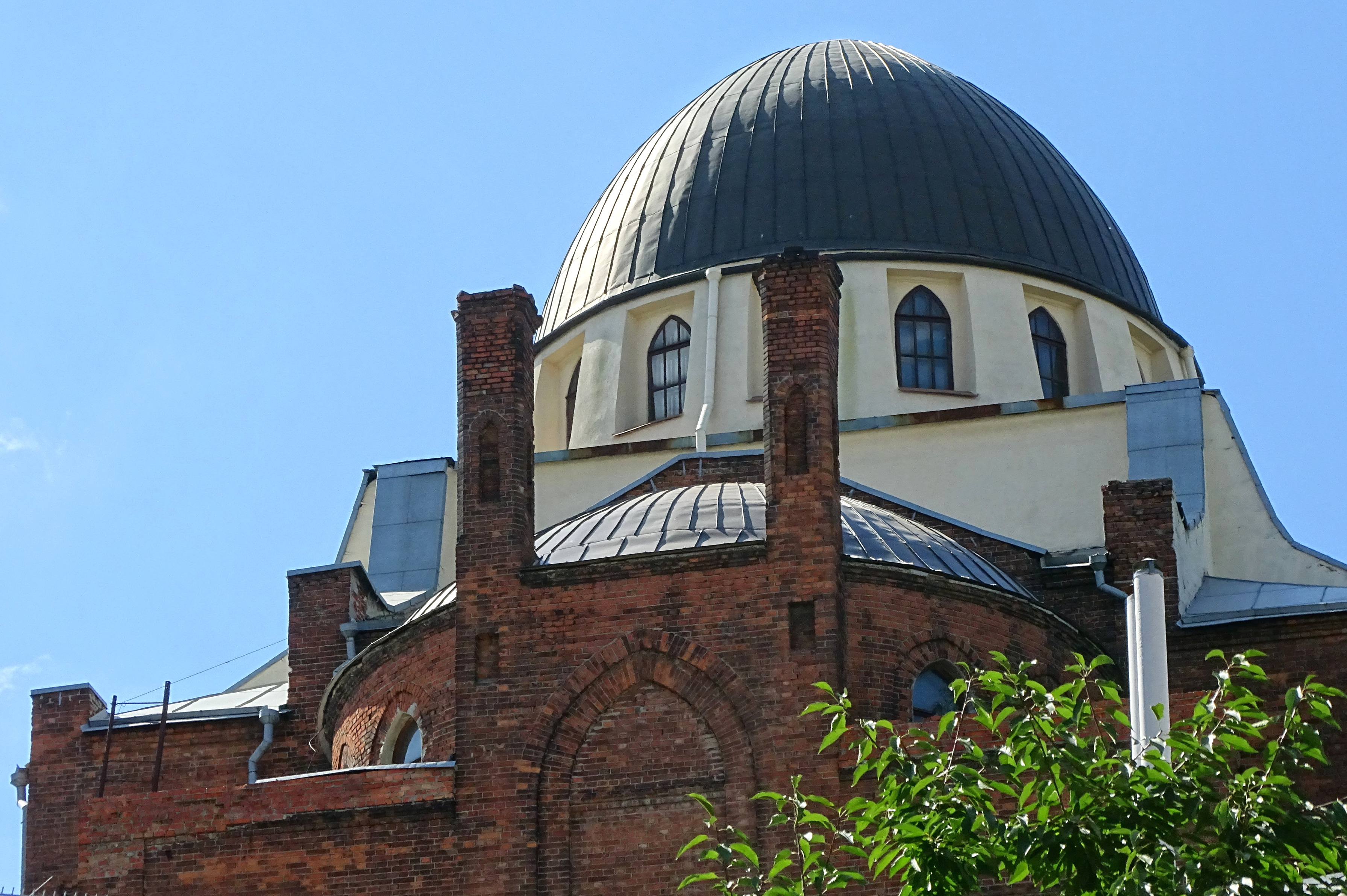
Купол
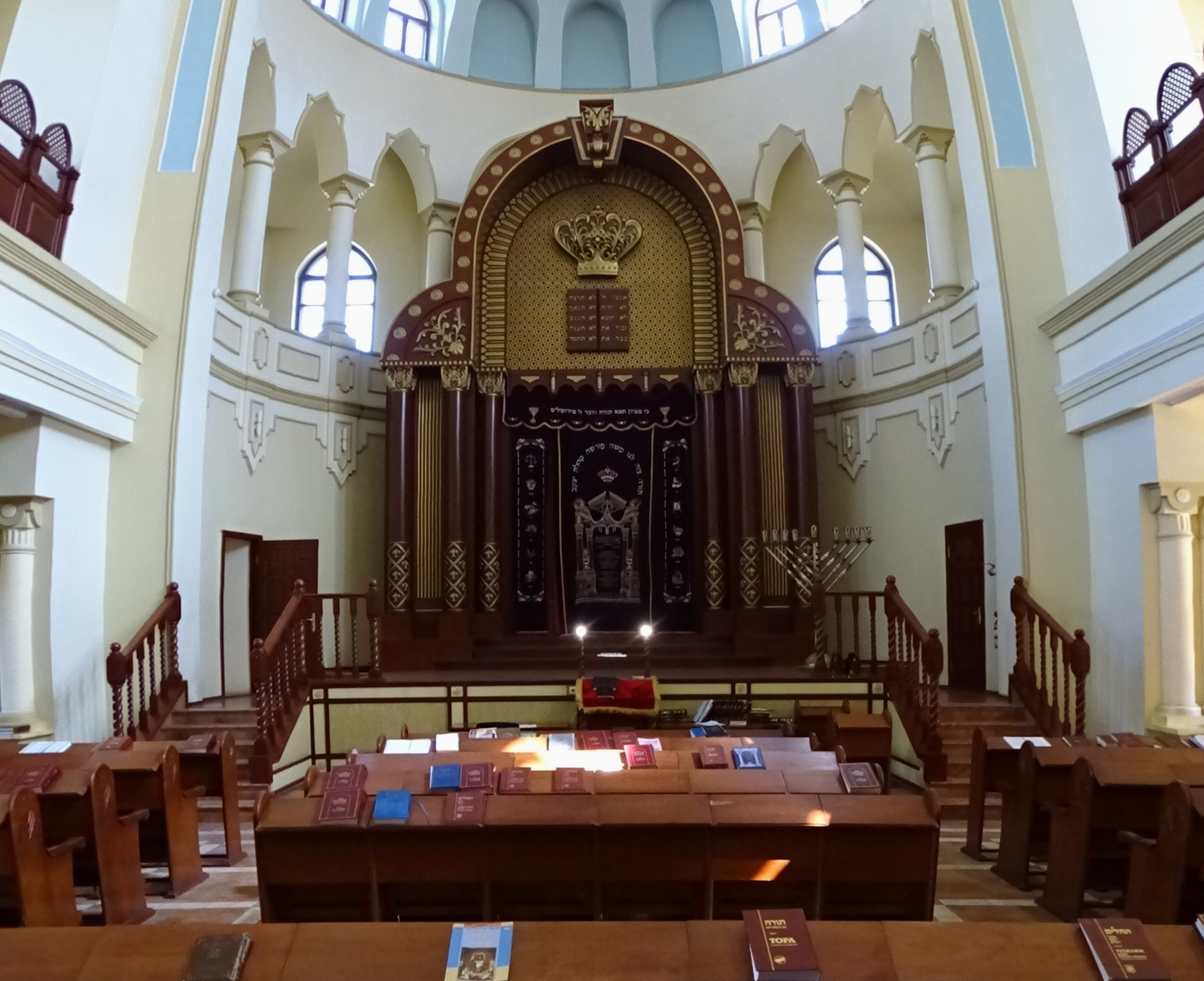
Інтер'єр

## Архітектура
Дизайн будівлі описується як поєднання романо-готичних, неоготичних та неомавританських стилів архітектури, які архітектурне товариство Харкова бачить як таке, що «нагадує величезні стіни стародавньої Палестини».
Будівля заввишки 42 м заввишки і 50 метрів завдовжки, загальною площею 2067 квадратних метрів. На відміну від інших будівель у кварталі, вона розташована із заглибленням від «червоної лінії» вулиці, щоб відповідати місцевим законам, що вимагають певної відстані поміж церквами та іншими обрядовими будівлями міста.

## Цікаві факти
- Харківська хоральна синагога — претендує на статус найбільшої в Україні та другої за величиною в Європі після будапештської. Висота купола 42 м, залу 30 м, даху 25 м, довжина бічного фасаду 50 м, загальна площа 2 067 м². Сховище сувоїв синагоги має висоту 9 м. У залі площею 450 м² можуть розміститися 800—1000 осіб.
- У провулку Кравцова, 15 з 1957 року по теперішній час знаходиться планетарій, другий за можливостями планетарій в Україні. Спочатку тут була синагога Литвяків, побудована в 1910-х роках і «добровільно» передана під клуб єврейською громадою Харкова в 1930-х. Під час війни будівля була напівзруйнована, 14 років простояла порожньою і в 1957 було добудована спеціально для планетарію.
- Відомо про існування 5 синагог (великих громад) та десятках молільник домів у Харкові до Жовтневого перевороту 1917 року.

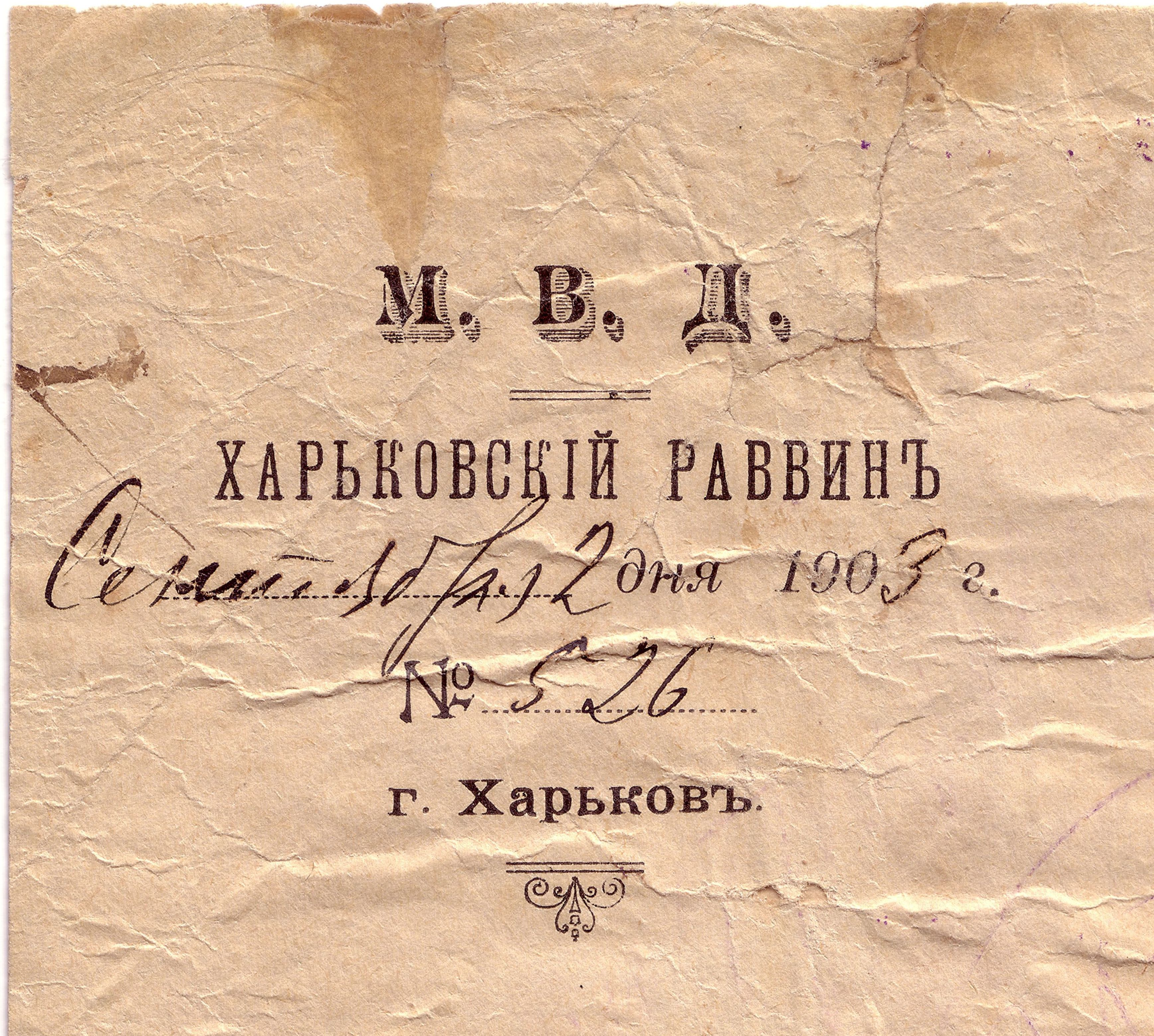
Кутовий штамп рабина Харкова, 1903
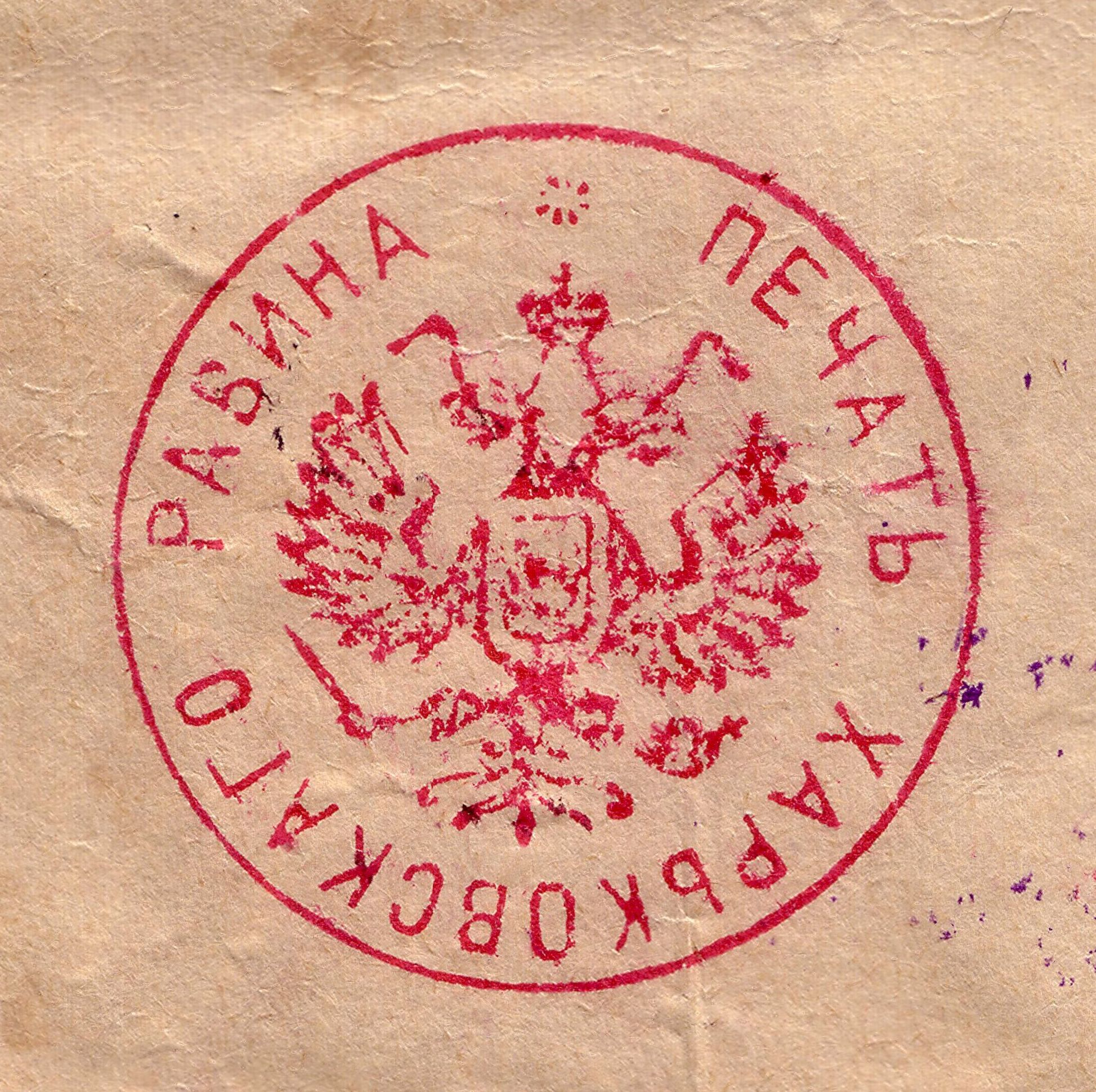
печатка харківського рабина, 1903